# Sameh Zoabi
Sameh Zoabi (en hebreo: סאמח זועבי‎, en árabe: سامح زعبي‎) es un director de cine y guionista palestino con nacionalidad israelí, nacido en 1975 en la localidad de Iksal, cerca de Nazaret, e instalado en los Estados Unidos.

## Vida personal
Sameh Zoabi nació en 1975 en la localidad israelí de Iksal, cerca de Nazaret. Es el menor en una familia con 9 hijos. Su padre era agricultor y su madre ama de casa. Como la mayor parte de la población de la Galilea israelí, Sameh es de origen palestino. De pequeño veía sobre todo películas egipcias o francesas en televisión. Como ninguna localidad cercana tenía un cine, la primera vez que pudo ver una película en el cine fue a los 20 años.
Cuando terminó la educación secundaria, a pesar de haber obtenido notas excelentes, dedicó un tiempo a trabajar en el mundo de la construcción y en invernaderos en la región de Aravá. Su solicitud para estudiar derecho e ingeniería fue aceptada por varias universidades israelíes, como el Technion, pero en última instancia decidió estudiar cine y filología inglesa en la Universidad de Tel Aviv. En 1998 obtuvo una doble diplomatura en cine y literatura inglesa, así como una beca de tres años que desarrolló en la Universidad de Columbia, en Nueva York.
Zoabi tiene un hijo nacido en 2010 y una hija nacida en 2014. 

## Carrera cinematográfica
La obra de Zoabi se ha proyectado en numerosos festivales internacionales de cine, tales como el Festival de Cannes, el Festival Internacional de Cine de Berlín, el Festival Internacional de Cine de Locarno, el Festival de Cine de Sundance, el Festival Internacional de Cine de Karlovy Vary y el New York Film Festival.
Su película de fin de carrera fue "Be Quiet" ("Cállate"), que trata sobre un padre y un hijo palestinos que tratan de realizar un viaje en coche en el contexto de la ocupación israelí de Palestina. Sin embargo, le resultó imposible recaudar fondos para realizar esta película en una sociedad estadounidense todavía traumatizada por los ataques terroristas del 11 de septiembre de 2001. Por su ópera prima recibió el tercer premio en la Selección Cinefondation del Festival de Cannes. Su primer largometraje, Man Without a Cell Phone (2010), titulada en francés Téléphone arabe, recibió numerosos premios de la audiencia y el premio Antígona de Oro del Festival de Cine Mediterráneo de Montpellier. Trata sobre un joven palestino que se alegra de la construcción de una antena de telecomunicaciones en su aldea, dado que mejorará la señal de su teléfono móvil, pero que finalmente se une a las protestas contra esta antena que encabeza su padre, cuyo olivar será destruido para construir la antena.
Su segunda obra, Under the Same Sun (Bajo un mismo sol, 2013) abordaba uno de los temas recurrentes de su carrera cinematográfica: el conflicto palestino-israelí. Habla sobre dos empresarios, uno israelí y otro palestino, que tratan de crear una empresa de energía solar para abastecer aldeas palestinas que todavía no tienen acceso a la red eléctrica.
Poco después, en 2015, Zoabi escribió el guion del biopic El Ídolo, dirigida por el realizador palestino Hany Abu-Assad y basada en la vida del cantante palestino Mohammed Assaf, quien logró escapar del bloqueo israelí-egipcio de la Franja de Gaza para acudir a las audiciones de Arab Idol en El Cairo, concurso que acabó ganando en 2013.
En 2019 estrenó su tercer largometraje, Tel Aviv on Fire, que trata sobre un director de cine palestino-israelí que debe atravesar a diario los puestos de control del ejército israelí para acudir a su puesto de trabajo en Ramala. Esta película ganó los premios a la Mejor Película y Mejor Guion original en el Festival de Cine de Haifa en 2018 y el premio al Mejor Actor en la sección Horizontes del Festival Internacional de Cine de Venecia.
Zoabi también es profesor adjunto de diversas universidades y academias estadounidenses, como las Tisch School of the Arts de Nueva York, el Hunter College y la Universidad de Columbia, en las que imparte clases de dirección, producción y realización de guiones.

## Opiniones e influencias
Sameh Zoabi aborda temas delicados como el conflicto palestino-israelí desde la ironía y el sarcasmo. Así pues, evita proyectar en sus películas la cruda realidad de la ocupación israelí de Palestina, algo que defiendo argumentando que "nadie necesita mis películas para ver la realidad. Vas a Twitter y Youtube y verás todas esas cosas horribles. Nadie quiere ver películas sobre la ocupación tal y como es, ni las imágenes que se emiten en directo en las redes sociales de los puestos de control -no puede recrear algo así en una película. Si escribes eso en un guion, no es solo que nadie te va a financiar, es que nadie querrá ver la película". Zoabi dio un ejemplo de esta paradoja: "Esta misma mañana leí un artículo sobre una pareja que conducía hacia una boda y los soldados de un puesto de control les dieron una paliza porque la mujer no fue amable con un soldado. Si pongo esa escena en una película, la gente diría que es propaganda palestina".
Sobre su propia identidad como palestino que vive en Israel, Zoabi reflexiona que "nos llaman los palestinos de 1948, o árabe-israelíes, dado que mucha gente, incluidos los israelíes, prefieren ese término para separarnos del conjunto del pueblo palestino. Así que nosotros, los palestinos que vivimos en Israel, estamos atrapados en un limbo, por decirlo de alguna manera. Mira por ejemplo a la nueva Ley del Estado Nación. Somos el 25% de la población y está claro que no nos quieren. Ahora es una ley que dice que es un Estado judío, pero siempre ha sido así, esa era nuestra sensación mientras crecíamos, somos el pueblo nativo, pero nos están echando". En una entrevista para el diario israelí Haaretz comenta: "Es como cuando nos llaman árabe-israelíes, pero si tenemos éxito, entonces nos convertimos en israelíes y si hacemos algo que no está bien, entonces de repente somos palestinos. Así es como funciona esto."
Entre sus principales influencias cinematográficas destaca a Woody Allen, los hermanos Coen y Billy Wilder. El diario francés Le Monde lo compara a su compatriota palestino Elia Suleiman.

## Filmografía
- 2006 : Be Quiet (cortometraje)
- 2010 : Téléphone arabe
- 2013 : Under the Same Sun
- 2018 : Tel Aviv on Fire

## Premio y reconocimientos
- 2008 : Laureado por la Fundación Gan para el cine por el largometraje Téléphone arabe.[5]